# لعبة الملك ذا أنيميشن
لعبة الملك ذا أنيميشن (باليابانية: 王様ゲーム ジ・アニメーション، بالروماجي: Ōsama Gemu Ji Animēshon) هو مسلسل أنمي ياباني تلفزيونية، تم اقتباسه من Ōsama Game وهي رواية للهواتف المحمولة، عرض الأنمي في 5 أكتوبر عام 2017 حتي21 ديسمبر عام 2017 وتكون 12 حلقة. 

## القصة
تدور أحداث القصة عن 32 طالب في المرحلة الثانوية، تصلهم رسالة عبر الهاتف المحمول، من شخص مجهول يسمى الملك، وعليهم أتباع أوامره أو سيكون مصيرهم الموت.

## الشخصيات
نوبواكي كانازاوا (باليابانية: 金沢 伸明، بالروماجي: Kanazawa Nobuaki)
مؤدي الصوت: مامورو ميانو
ناويا هاشيموتو (باليابانية: 橋本 直也، بالروماجي: Hashimoto Naoya)
مؤدي الصوت: شينوسكي تاتشيبانا
تشيمي هوندا (باليابانية: 本多 智恵美، بالروماجي: Honda Chiemi)
مؤدية الصوت: ماو إيتشيميتشي
ناتسكو هوندا (باليابانية: 本多 奈津子، بالروماجي: Honda Natsuko)
مؤدية الصوت: يوي هوريه
توشيوكي آبي (باليابانية: 阿部 利幸، بالروماجي: Abe Toshiyuki)
مؤدي الصوت: يوشيتسوغو ماتسوؤكا
شينغو أداتشي (باليابانية: 安達 信吾، بالروماجي: Adachi Shingo)
مؤدي الصوت: شينيا هامازوي
كينتا أكاماتسو (باليابانية: 赤松 健太، بالروماجي: Akamatsu Kenta)
مؤدي الصوت: يوسوكي ساساكي
ميزوكي يوكيمورا (باليابانية: ゆきむら みずき، بالروماجي:  Yukimura Mizuki)
مؤدية الصوت: سوزونا كينوشيتا
أكيرا أونو (باليابانية: 大野 明، بالروماجي: Aono Akira)
مؤدي الصوت: فوكوشي أوتشياي
توشياكي فوجيوكا (باليابانية: 藤岡 俊之، بالروماجي: Fujioka Toshiyuki)
مؤدي الصوت: كوداي ساكاي
تسوباسا فوروساوا (باليابانية: 古澤 翼، بالروماجي: Furusawa Tsubasa)
مؤدي الصوت: ماساشي أوتشيدا
نامي هيرانو (باليابانية: 平野 奈美، بالروماجي: Hirano Nami)
مؤدية الصوت: مينوري سوزوكي
هيروفومي إينوي (باليابانية: 井上 浩文، بالروماجي: Inoue Hirofumi)
مؤدية الصوت: سوغورو ناريساوا
ريا إيوامورا (باليابانية: 岩村 莉愛، بالروماجي: Iwamura Ria)
مؤدي الصوت: بايل
تاتسويا جينبا (باليابانية: 神馬 達也، بالروماجي: Jinba Tatsuya)
مؤدي الصوت: يوسوكي تونوزاكي
يوسوكي كاواكامي (باليابانية: 河上 勇佑، بالروماجي: Kawakami Yusuke)
مؤدي الصوت: كيموتو توتاني
تشيا كاوانو (باليابانية: 川野 千亜، بالروماجي: Kawano Chia)
مؤدية الصوت: آمي فوكوشيما
آكيمي كينوشيتا (باليابانية: 木下 明美، بالروماجي: Kinoshita Akemi)
مؤدية الصوت: كونومي يوزاكي
يونا كوباياشي (باليابانية: 小林 優奈، بالروماجي: Kobayashi Yuna)
مؤدية الصوت: ميغومي ناكاجيما
آيا كوراموتو (باليابانية: 倉本 綾، بالروماجي: Kuramoto Aya)
مؤدية الصوت: ساكي فوجيتا
دايكي كوروساوا (باليابانية: くろさわ だいき، بالروماجي: Kurosawa Daiki)
مؤدي الصوت: هيتوشي هورينوتشي
كاوري ماروكا (باليابانية: まるおか かおり، بالروماجي: Maruoka Kaori)
مؤدية الصوت: ماريكو هوندا

## وصلات خارجية
- لعبة الملك ذا أنيميشن على موقع ANN anime (الإنجليزية)

- الموقع الرسمي (باليابانية)